# Перейра Баррету, Луис
Луис Перейра Баррету (порт.-браз. Luís Pereira Barreto; 1840—1922) — бразильский врач и философ
.

## Биография
Родился Луис Баррету в 1840 году. Поступил и через 5 лет окончил медицинский факультет Брюссельского университета. В процессе учёбы в Брюссельском университете он познакомился с учением Иммануила Канта, и вскоре после этого решил стать философом и стать сторонником научного диссидентского позитивизма.
Скончался Луис Баррету в 1922 году.